# 洛普什納河
洛普什納河（烏克蘭語：Лопушна）是烏克蘭西南部的河流，屬於比利切列莫什河的支流。該河發源自維普奇納東南面，流經切爾尼夫齊州的維日尼察區，河道全長11公里，流域面積42.6平方公里。